# Jacques Delcourt

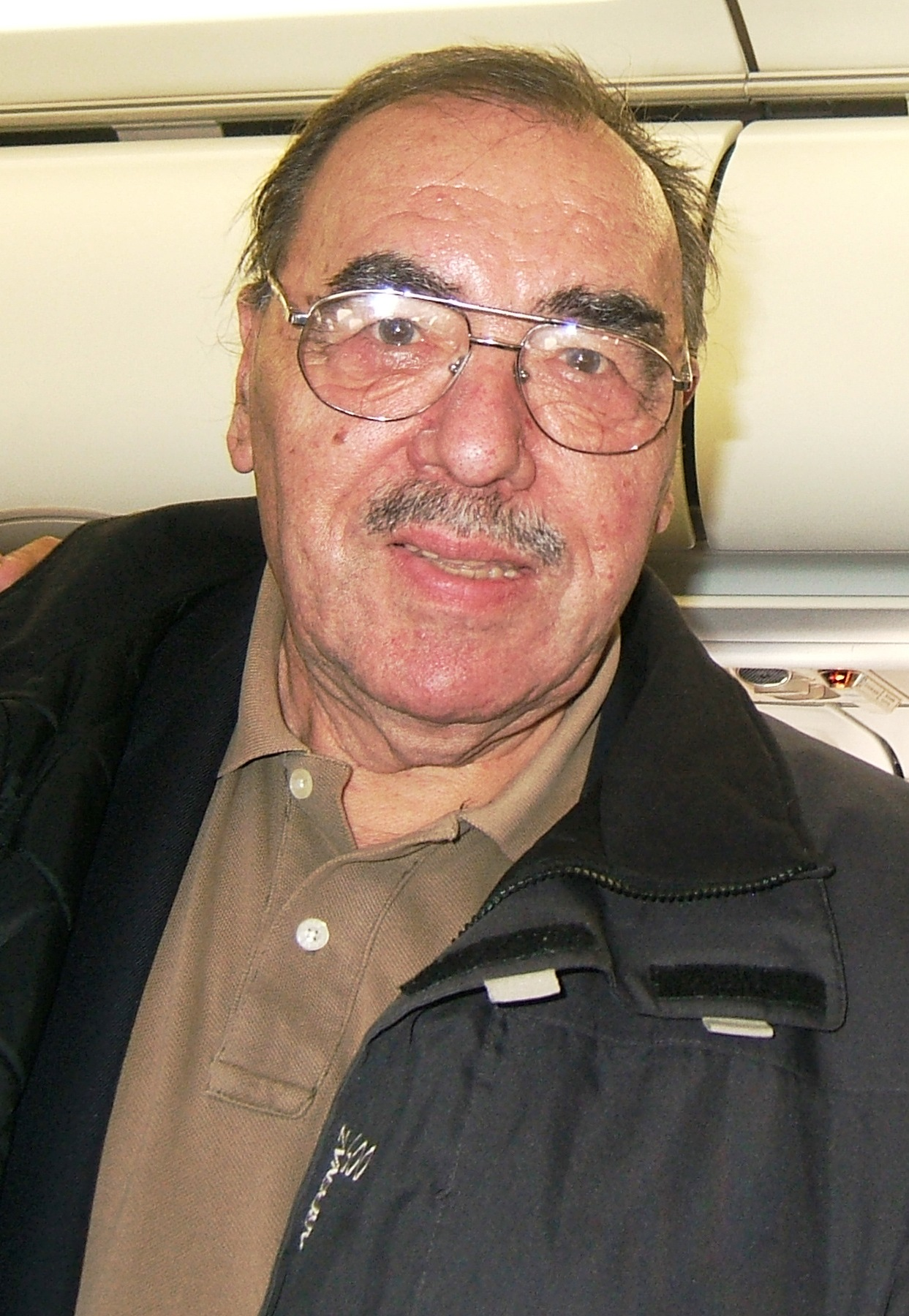
Jacques Delcourt (2007)

Jacques Delcourt (* 21. August 1928 in Le Touquet; † 19. November 2011 bei Paris) war ein französischer Karateka (6. Dan), Sportfunktionär und Offizier der Ehrenlegion. Er war Mitbegründer und Präsident verschiedener Karateverbände wie der European Karate Federation und der World Union of Karate Do Organisations.

## Leben
Bereits mit 15 Jahren kämpfte Jacques Delcourt in der französischen Résistance. Ein Jahr später wurde er im Kampf verwundet und nach der Genesung im Jahr 1944 dem 110. Französischen Infanterie-Regiment zugewiesen. Nach dem Krieg wurde er Schüler des Europäischen Karatepionier Henry Plée in dessen Dōjō im 5. Pariser Arrondissement.
Gemeinsam mit anderen Karatekas kümmerte er sich sehr bald um die Verbesserung der Organisationsstrukturen des Karates. 1961 wurde er Präsident des Französischen Judoverbandes, Sektion Karate. Am 15. Dezember 1963 gründete er gemeinsam mit anderen europäischen Karatekas den Europäischen Karateverband (EKU) und 1970 den Karate-Weltverband WUKO. 1975 war er beteiligt an der Umbenennung der Sektion Karate zum Französischen Kampfsportverbandes Fédération Française de Karaté et Disciplines Associées (FFKDA).
Bis 1997 war Delcourt EKU Präsident. Er blieb jedoch auch weiterhin EKU Ehrenpräsident und Mitglied im Exekutiv-Ausschuss. Von 1980 bis zum Jahr 1992 war er Mitglied im Französischen Olympischen Komitee.
Jacques Delcourt übernahm auch in der WUKO das Präsidentenamt von Ryōichi Sasakawa und blieb bis 1998 deren Präsident. Im Jahr 1970 organisierte er die ersten Karate-Weltmeisterschaften der Geschichte in Tokio. Davor hatte er bereits im Jahr 1966 die ersten Karate-Europameisterschaften in Paris organisiert.
Jacques Delcourt hatte Jura studiert und hat einen Master-Abschluss in Jura.
Er wurde am 20. Dezember 2008 als Offizier der Ehrenlegion ausgezeichnet und war Ritter des nationalen Verdienstordens.
Jacques Delcourt starb am 19. November 2011 in seinem Haus südlich von Paris. Die Beerdigung fand am 25. November 2011 auf dem Friedhof in der Avenue du Général Leclerc in Champigny-sur-Yonne statt.